# Norrtälje garnison
Norrtälje garnison var en armégarnison inom svenska Försvarsmakten som verkade i olika former åren 1952–2001. Garnisonen var belägen i stadsdelen Nordrona i västra Norrtälje.

## Historik
Norrtälje garnison har sin bakgrund och ursprung från regeringens proposition 1945:189, där regeringen föreslog att Stockholms luftvärnsregemente skulle omlokaliseras till Norrtälje. Bakgrunden till förslaget var att bland annat att det fanns en önskvärdhet från det civila samhället att få disponera försvarets kasernetablissement på Linnégatan för bostadsbebyggelse och andra civila ändamål. Stockholms luftvärnsregemente var det enda kvarvarande förband vid kasernetablissementet. För att öppna upp platsen för det civila samhället, var en förutsättning att nytt kasernetablissement iordningställes för luftvärnsregementet på annan plats. Arméns fortifikationsförvaltning fick i uppdrag att undersöka tre alternativ som ny förläggningsort. Alternativ 1 utgjordes av ett område söder om Ullnasjön, i det som idag är stadsdelen Arninge cirka 2 mil nordost öm Stockholm. Alternativ 2 utgjordes av område omkring Görvälns slott i Järfälla kommun, cirka 2,5 mil nordväst om Stockholm. Alternativ 3 utgjordes av det så kallade Tegelhagsområdet på Järvafältets östra del i Sollentuna kommun. Arméchefen lät fortifikationsförvaltningen undersöka ett fjärde alternativ, vilket utgjordes av 36 hektar i Lommarskogsområdet, 247 hektar i Nordronaområdet och 295 hektar i Mellingeholmsområdet söder om Norrtälje. Fortifikationsförvaltningen ansåg att alternativ 4, det vill säga Norrtälje, uppfyllde alla de krav som ställdes gällande övningsterräng och förläggningsområde. Vidare ansågs även Norrtälje utgöra det billigaste alternativet, då en förläggning till Norrtälje beräknades, enligt prisläget 1944, kosta cirka 16 miljoner kronor. En kostnad som låg mellan 1 och 3 miljoner under de tre andra alternativen.
Även om regementet hade sin avskedsceremoni i Stockholm den 25 mars 1952, så påbörjades inte flytten förrän den 7 april 1952, då regementet påbörjade sin flytt från kasernetablissement Garnisonen på Linnégatan. Den 8 april 1952 hölls en inflyttningsceremoni i Norrtälje och den 5 mars 1953 fanns hela regementet i Norrtälje.
År 1976 moderniserades garnisonen genom att ett nytt modernt truppserviceförrådd stod färdigt, där all materiel- och tygförvaltning inom garnisonen samlades.
Stockholms luftvärnsregemente, eller Roslagens luftvärnsregemente som det hette från 1957, var en solitär inom garnisonen fram till den 1 september 1979, då Luftvärnsskjutskolan (LvSS) omlokaliserades till Norrtälje. Till det uppfördes en ny kasern samt att skolhuset fick en påbyggnad. Luftvärnsskjutskolan hade dock endast verksamhet i Norrtälje under vinterhalvåret, det vill säga mellan september och april. Sommarhalvåret, mellan maj och augusti, hade skolan sin verksamhet i Ytterskär på Väddö skjutfält.
Den 1 juli 1991 bildades Arméns luftvärnscentrum, vilka förlades till Norrtälje, genom att luftvärnsinspektören med luftvärnsavdelningen vid Arméstaben sammanslogs med luftvärnets fack- och funktionsskolor. Därmed kom Luftvärnsskjutskolan placeras i Norrtälje under hela året. Den 1 juli 1994 tillkom även officersutbildningen från Luftvärnets officershögskola och tekniska skola. Därmed hade Norrtälje samlat alla större delar ur luftvärnet inom garnisonen. Den 31 december 1997 upplöstes Arméns luftvärnscentrum och den 31 december 1998 upphörde den grundläggande officersutbildningen i Norrtälje.
Inför försvarsbeslutet 2000 ansåg regeringen att endast fyra luftvärnsbataljoner behövdes i den framtida insatsorganisationen. Vad som stod helt klart inför försvarsbeslutet var att avveckla Gotlands luftvärnskår (Lv 2) samt reducera Norrlands luftvärnskår (Lv 7) till en bataljon och inordna den under Norrbottens regemente, detta då verksamheten vid Gotlands luftvärnskår ansågs alltför begränsad för att kunna utvecklas till en samlad enhet för landets luftvärn och för Norrlands luftvärnskår bedömde regeringen att det skulle ge allvarliga kompetensförluster i det korta perspektivet att lokalisera hela luftvärnsfunktionen till Boden.
Valet stod mellan att behålla Roslagens luftvärnskår (Lv 3) i Norrtälje eller Göta luftvärnskår (Lv 6) i Halmstad som huvudalternativ för den framtida luftvärnsutbildningen. Vad som talade för att behålla Roslagens luftvärnskår var bland annat goda övningsområdena samt att Luftvärnets stridsskola (LvSS) var lokaliserad i Norrtälje, vilken även hade sin försöksplats på Väddö skjutfält. Vad som talade för en avveckling av Roslagens luftvärnskår var behovet av att bygga upp kompetens för robotsystem 77/97, samt att kåren var en isolerad organisationsenhet med begränsade möjligheter till garnisonssamordning. Detta var något som ansågs vara en fördel för Göta luftvärnskår då den redan ingick i en garnison som inrymde både Militärhögskola samt Försvarsmaktens Halmstadsskolor. Regeringen ansåg samtidigt att man var tvungen att väga in att Göta luftvärnskår påverkats i de två tidigare försvarsbesluten, dels genom omlokaliseringen från Göteborg och dels genom att man övertagit delar av luftvärnsutbildningen från Skånska luftvärnskåren (Lv 4) som avvecklades genom försvarsbeslutet 1996. Till det som talade för en avveckling av Göta luftvärnskår var begränsade möjligheter vid skjutfältet Ringenäs, samt stora investeringskostnader i Halmstad för att omlokalisera Luftvärnets stridsskola till Halmstad. Dock så bedömde regeringen att synergieffekter med förband och skolor var bäst i Halmstad jämfört med Norrtälje. Dock ansåg regeringen att Roslagens luftvärnskår hade bäst förutsättningar för luftvärnsutbildning, ur ett rent luftvärnsperspektiv, men Göta luftvärnskår bedömdes av regeringen ha tillräckligt goda förutsättningar för fortsatt luftvärnsutbildning. Regeringen kom i sin proposition gällande försvarsbeslutet 2000 därför att avveckla Roslagens luftvärnskår, samt behålla Göta luftvärnskår. Det då Göta luftvärnskår ansågs ha större och bättre möjligheter till garnisonssamordning, samt en utbyggd infrastruktur för att klara en ökad mekanisering av luftvärnet.
Den 30 juni 2000 upplöstes och avvecklades Roslagens luftvärnskår, även Luftvärnets stridsskola upplöstes skolan som en självständig organisationsenhet. Från den 1 juli 2000 underställdes skolan Luftvärnsregementet (Lv 6) och den 1 juli 2001 inledde skolan sin verksamhet i Halmstad. Övrig verksamhet inom garnisonen övergick den 1 juli 2000 till en Avvecklingsorganisation, som enligt riksdagen skulle vara avvecklad senast den 31 december 2001. Avvecklingsorganisationen upplöstes i sin tur den 30 juni 2001, då avvecklingen av förbandet var slutförd. I samband med att avvecklingsorganisationen upplöstes, påbörjades den 1 juli 2001 arbetet med att utveckla garnisonen till Campus Roslagen, en kompetens- och företagspark.

## Verksamhet
Staber, förband och skolor lokaliserade till garnisonen

## Galleri

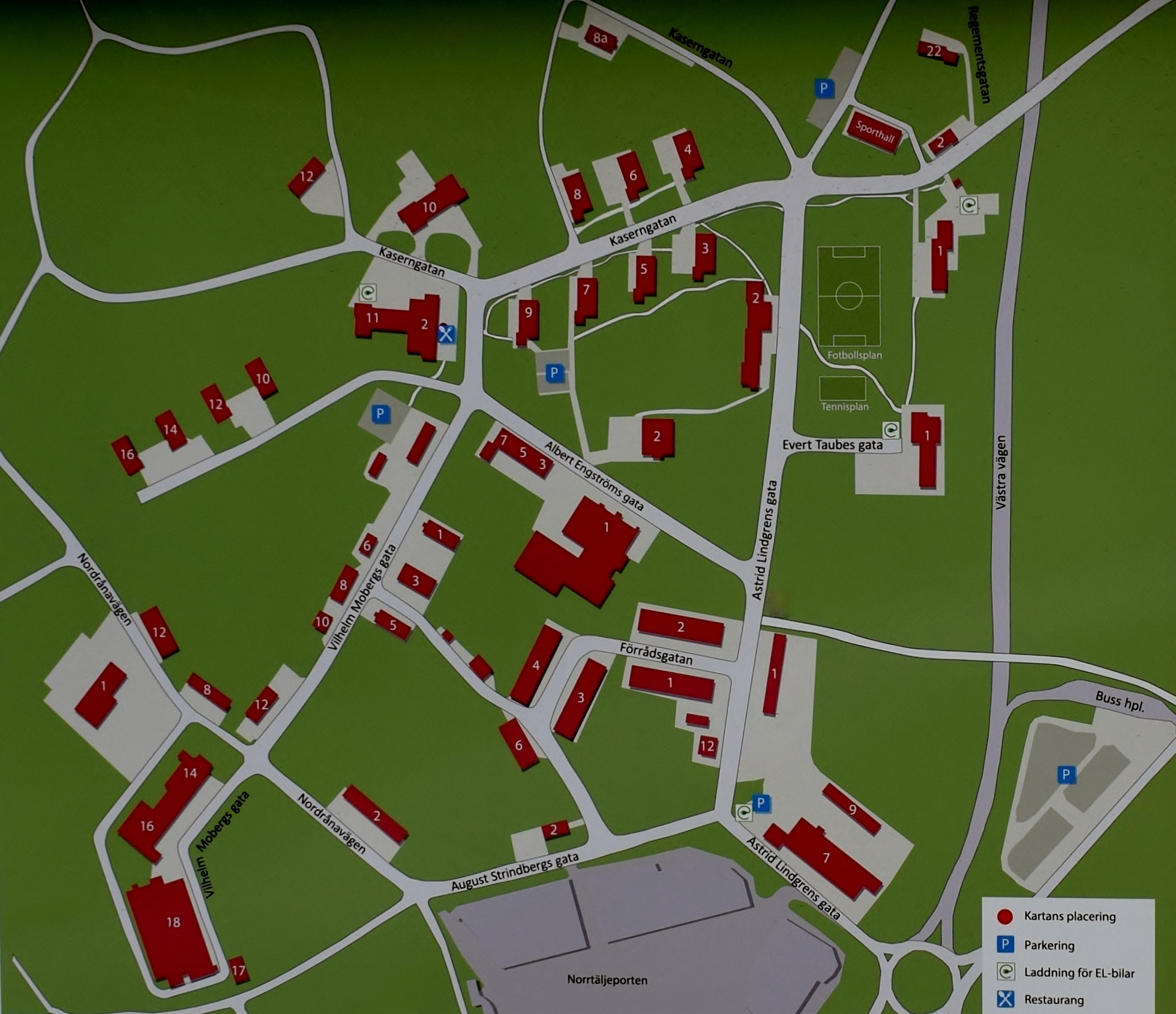
Orienteringsbild över kasernetablissementet
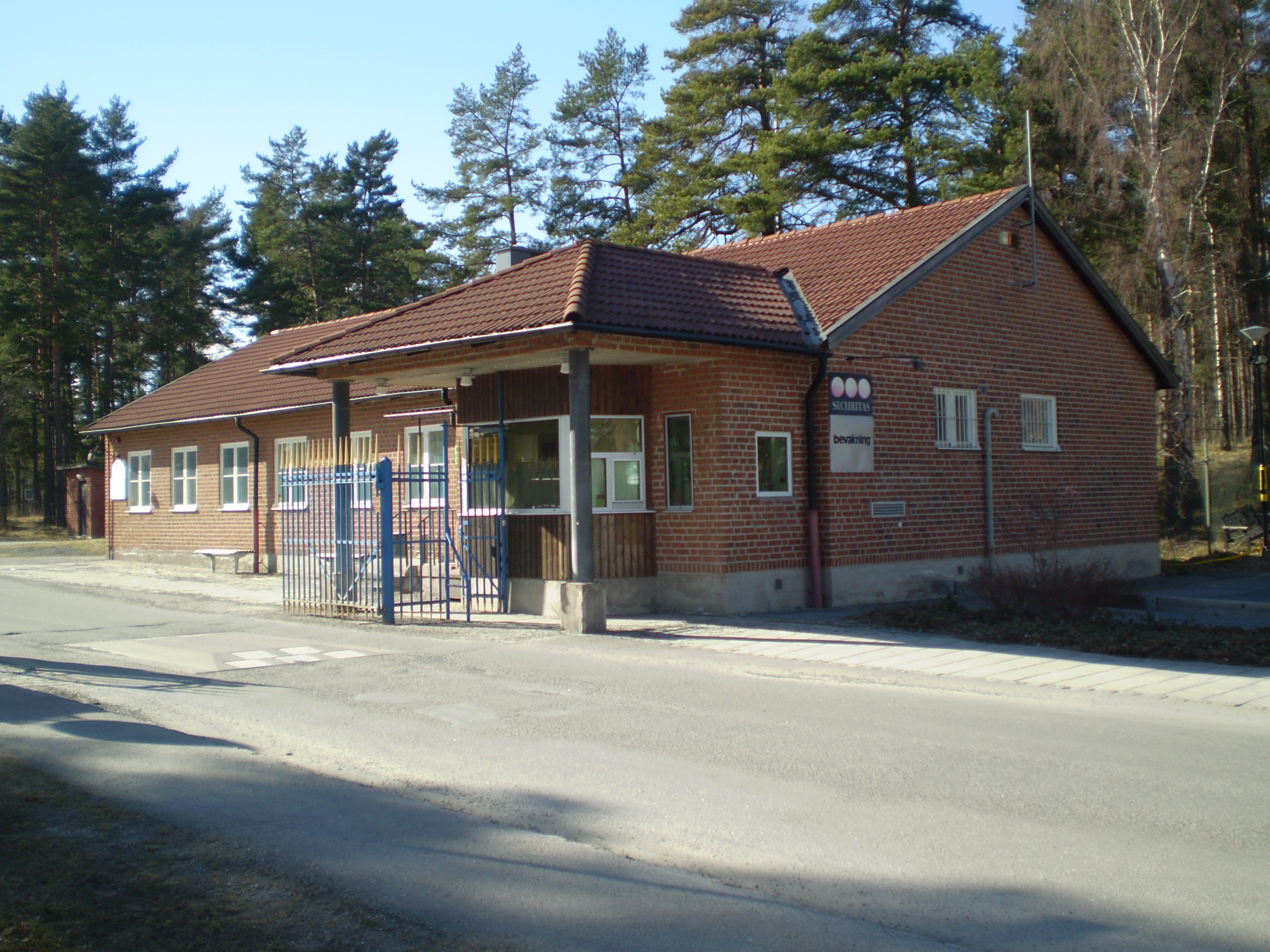
Kasernvakten
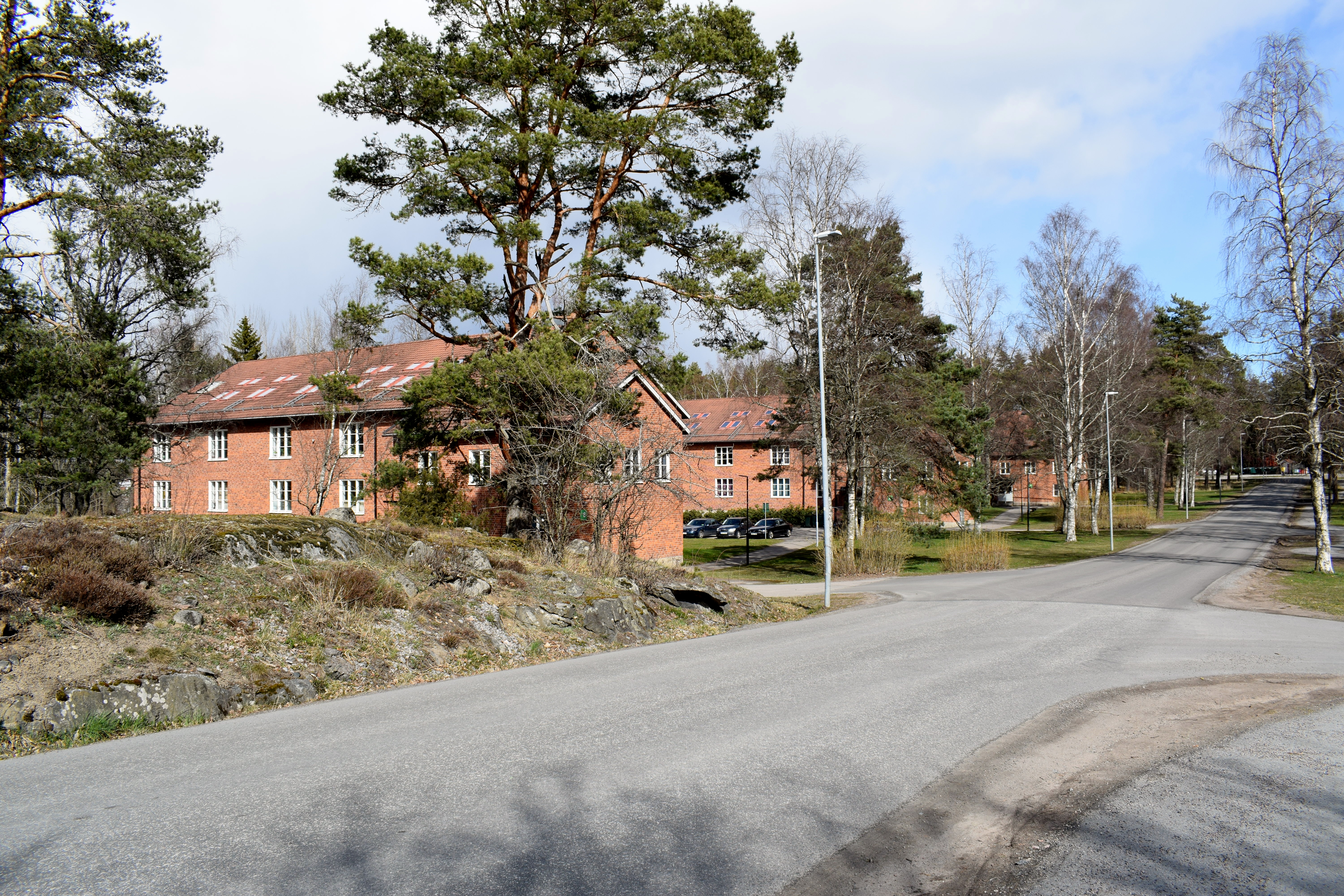
Kaserner norr om Kasergatan
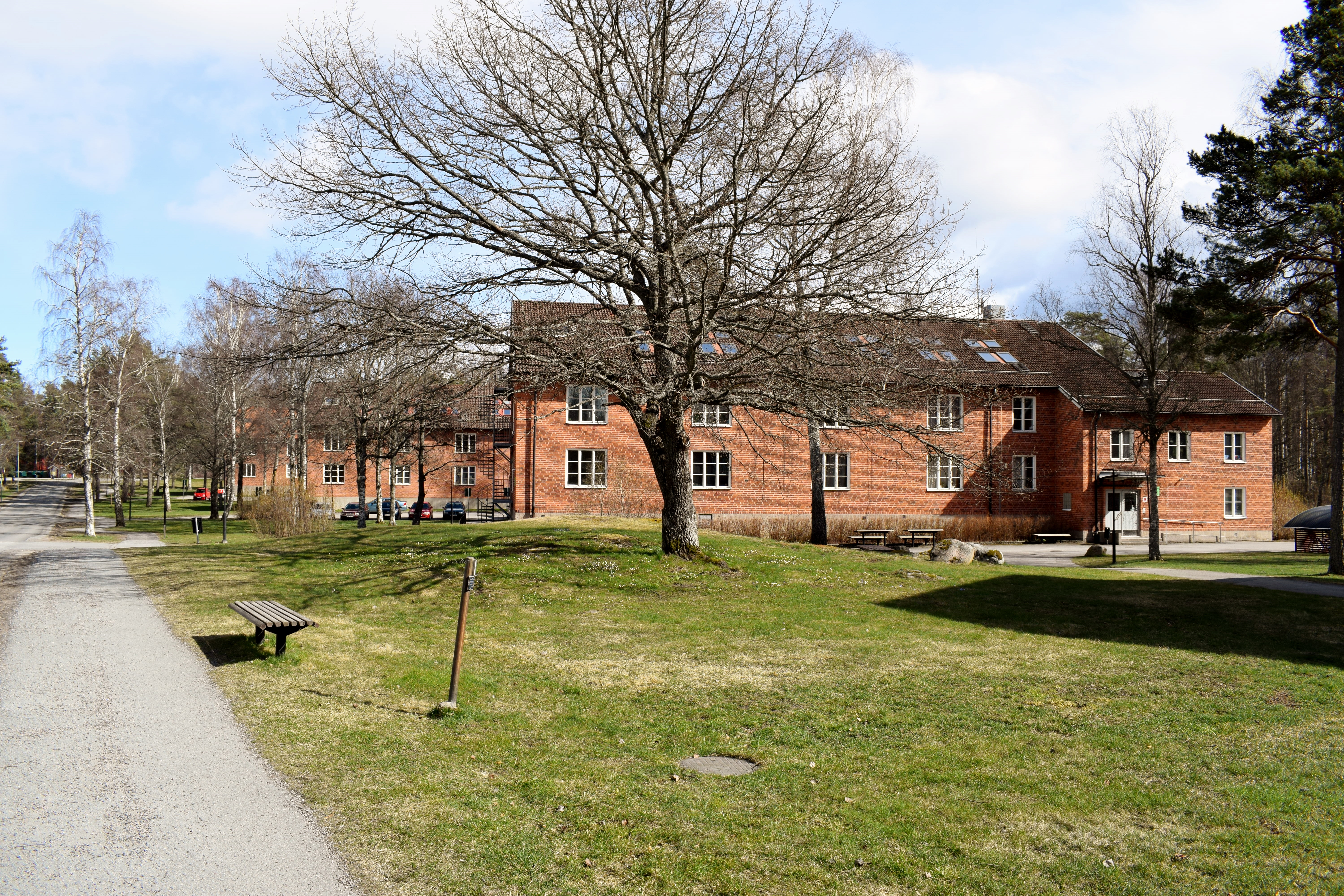
Kaserner söder om Kaserngatan
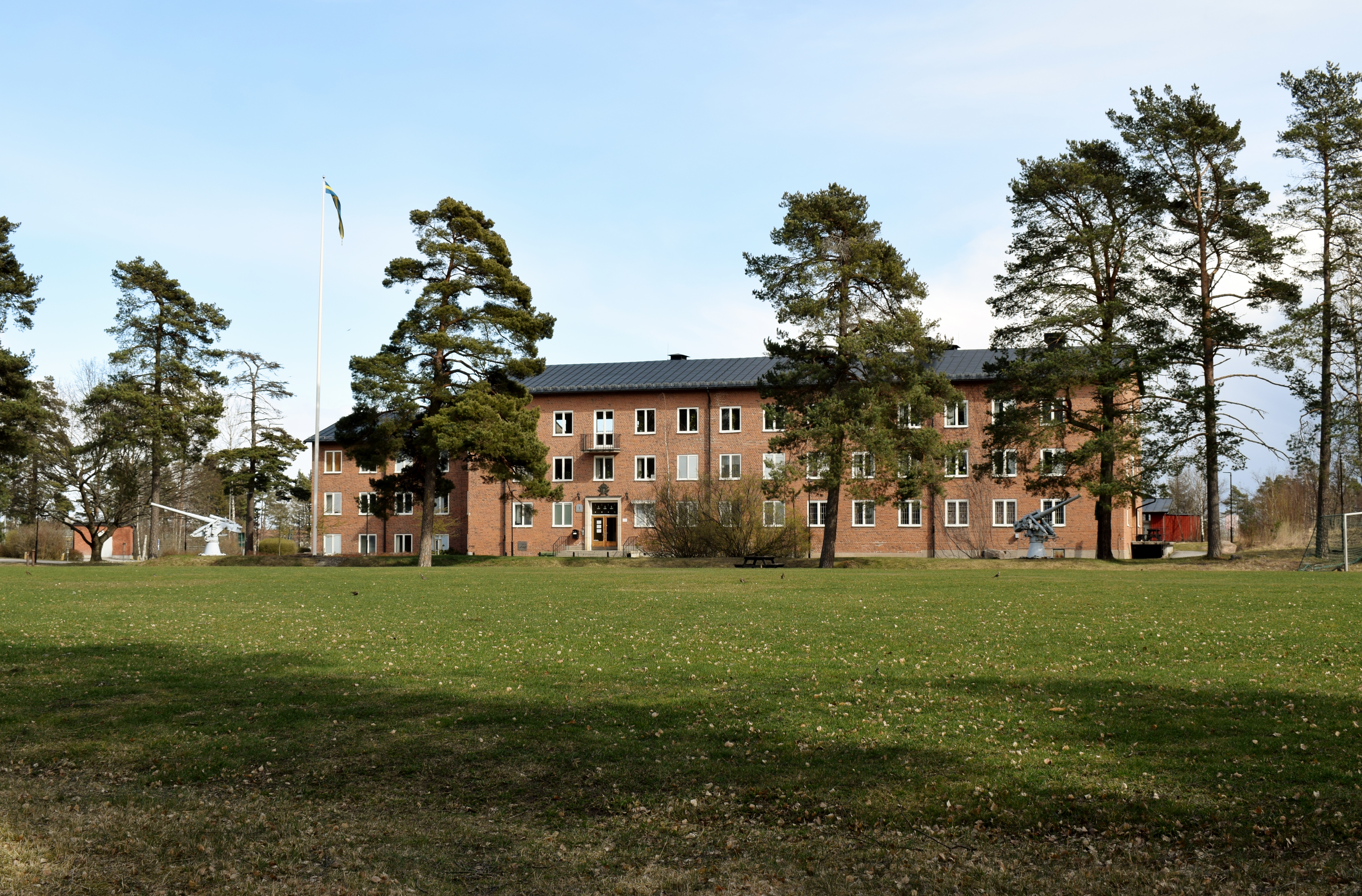
Kanslihuset
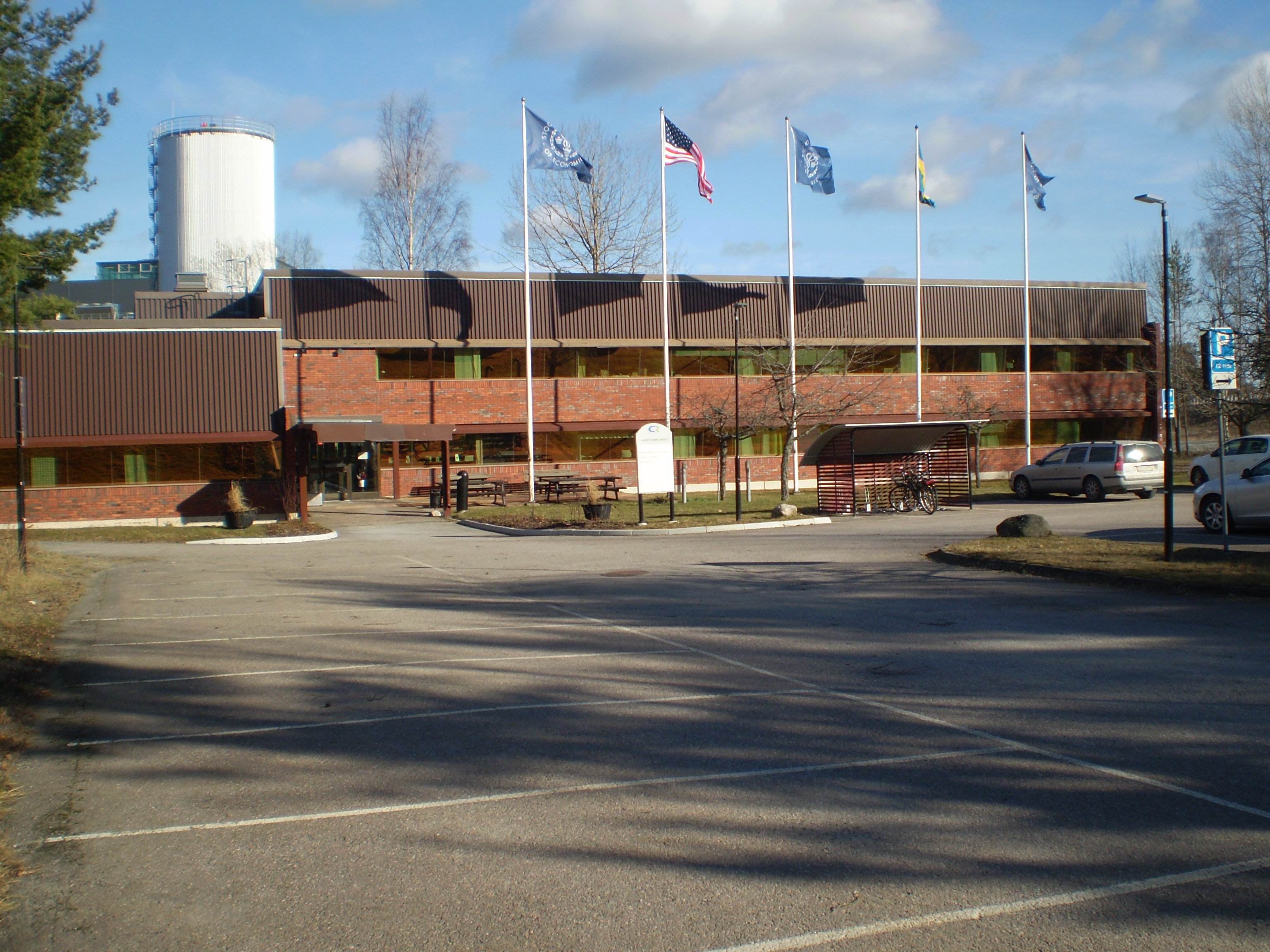
Stabs- och skolbyggnad
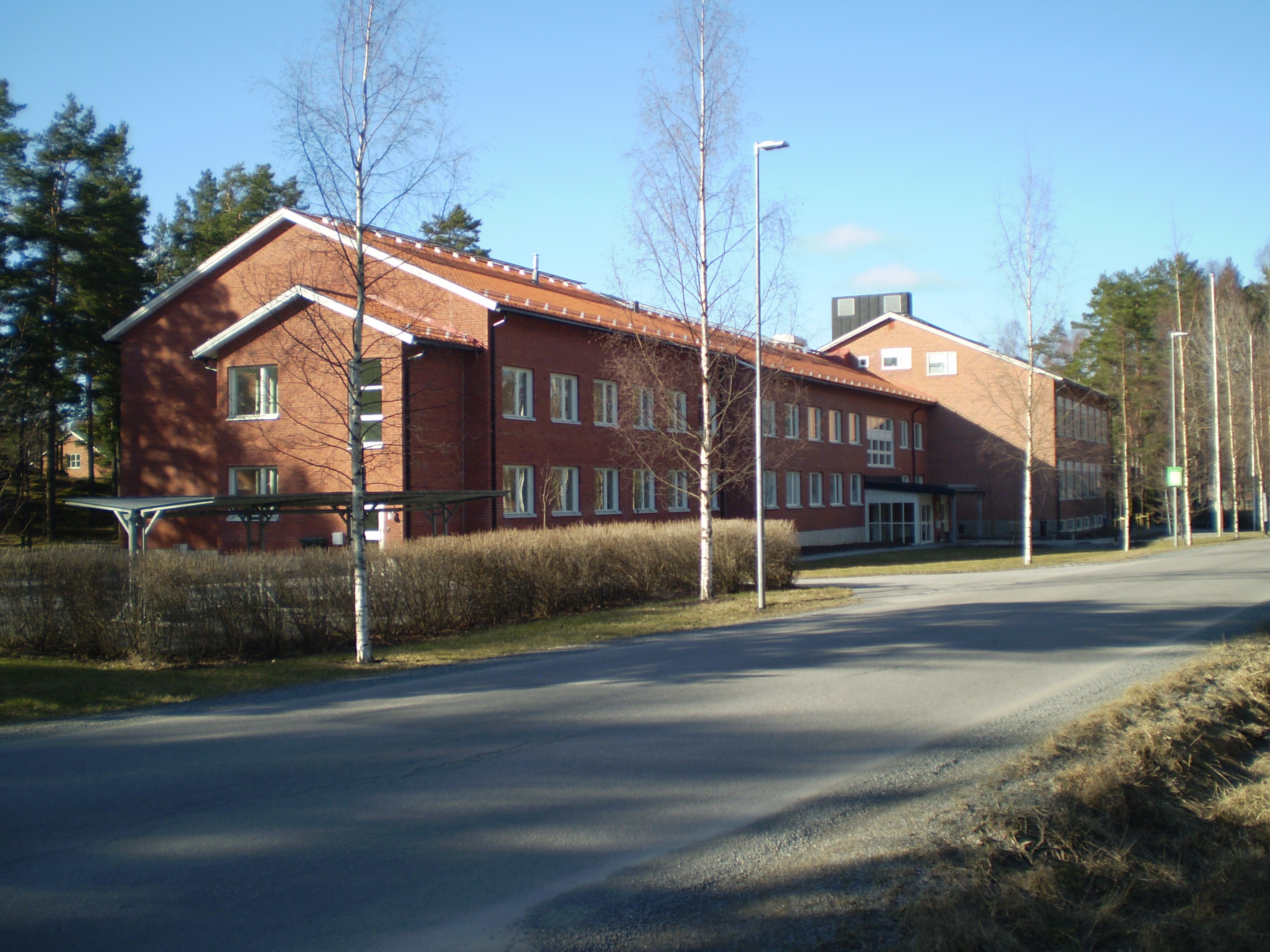
Skolbyggnad
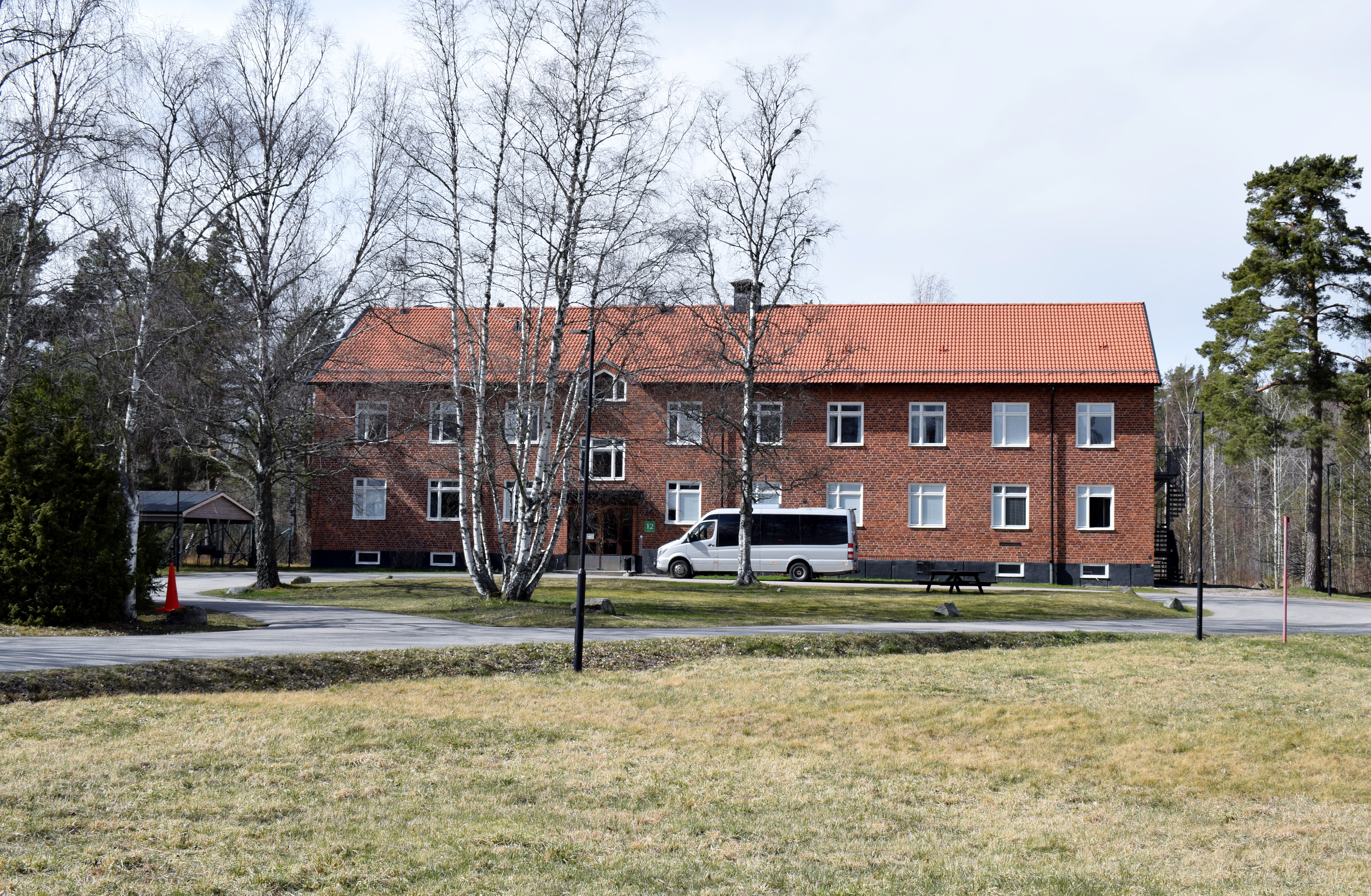
Elevhotell
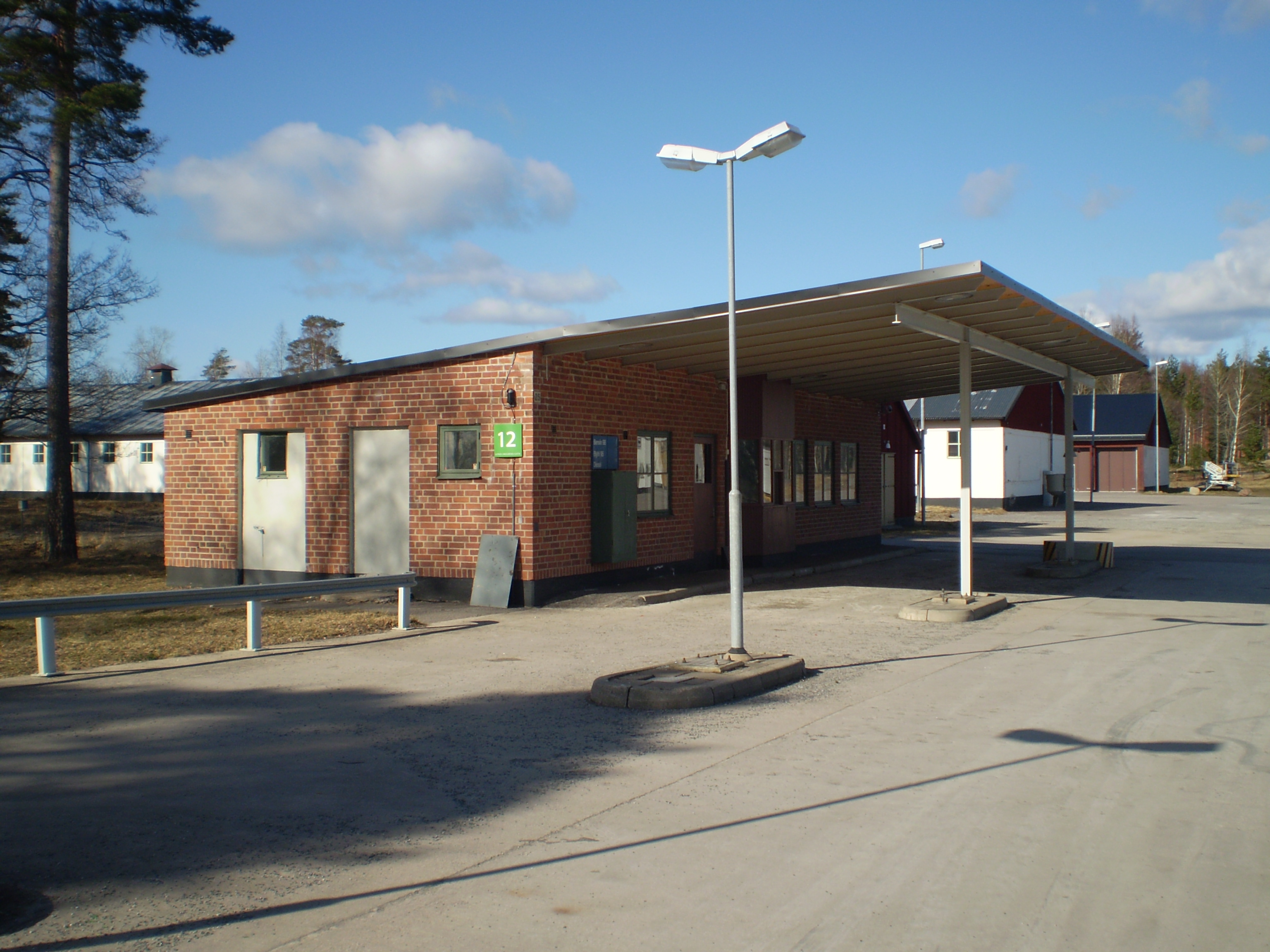
Före detta drivmedelsstation
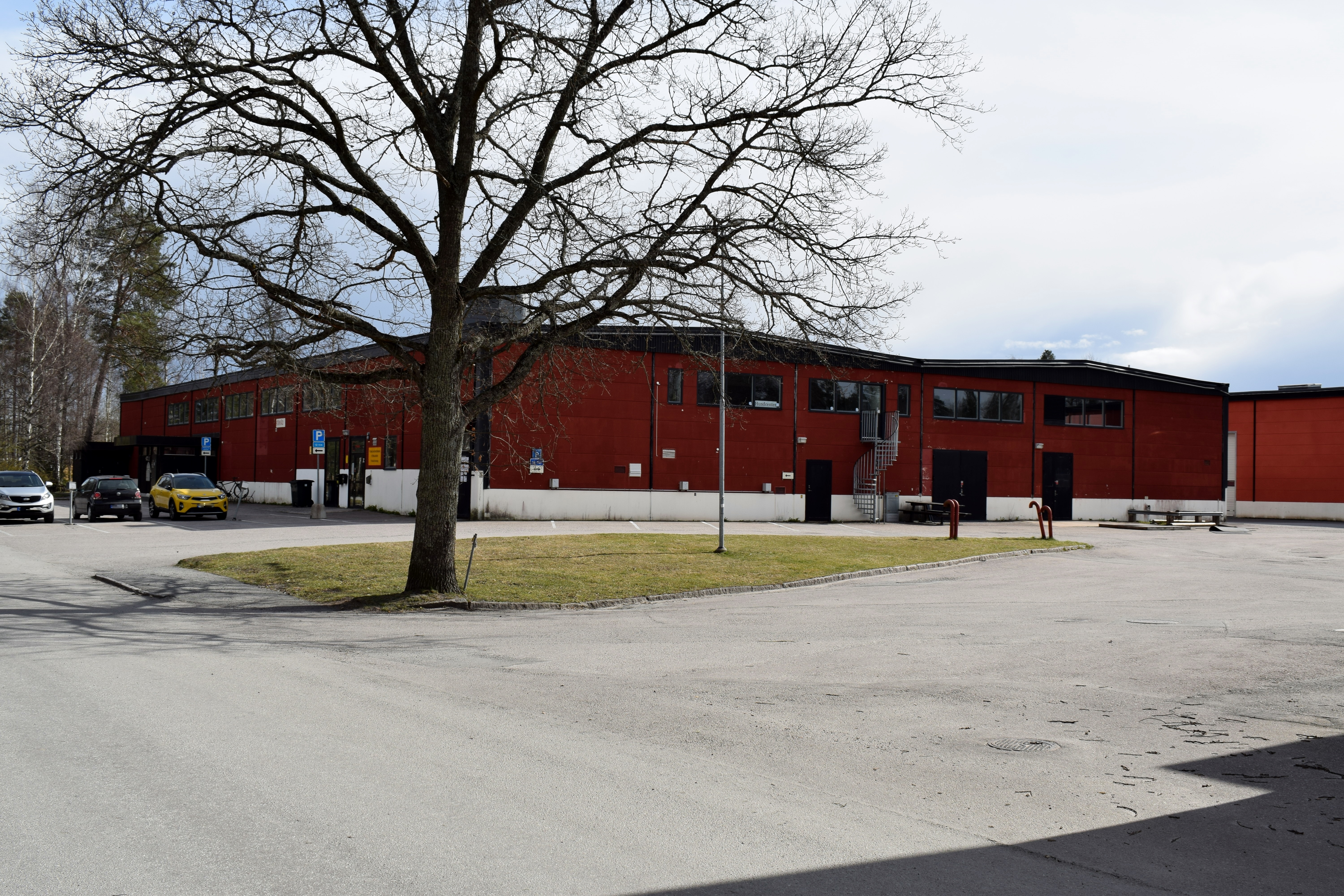
Truppserviceförrådet.
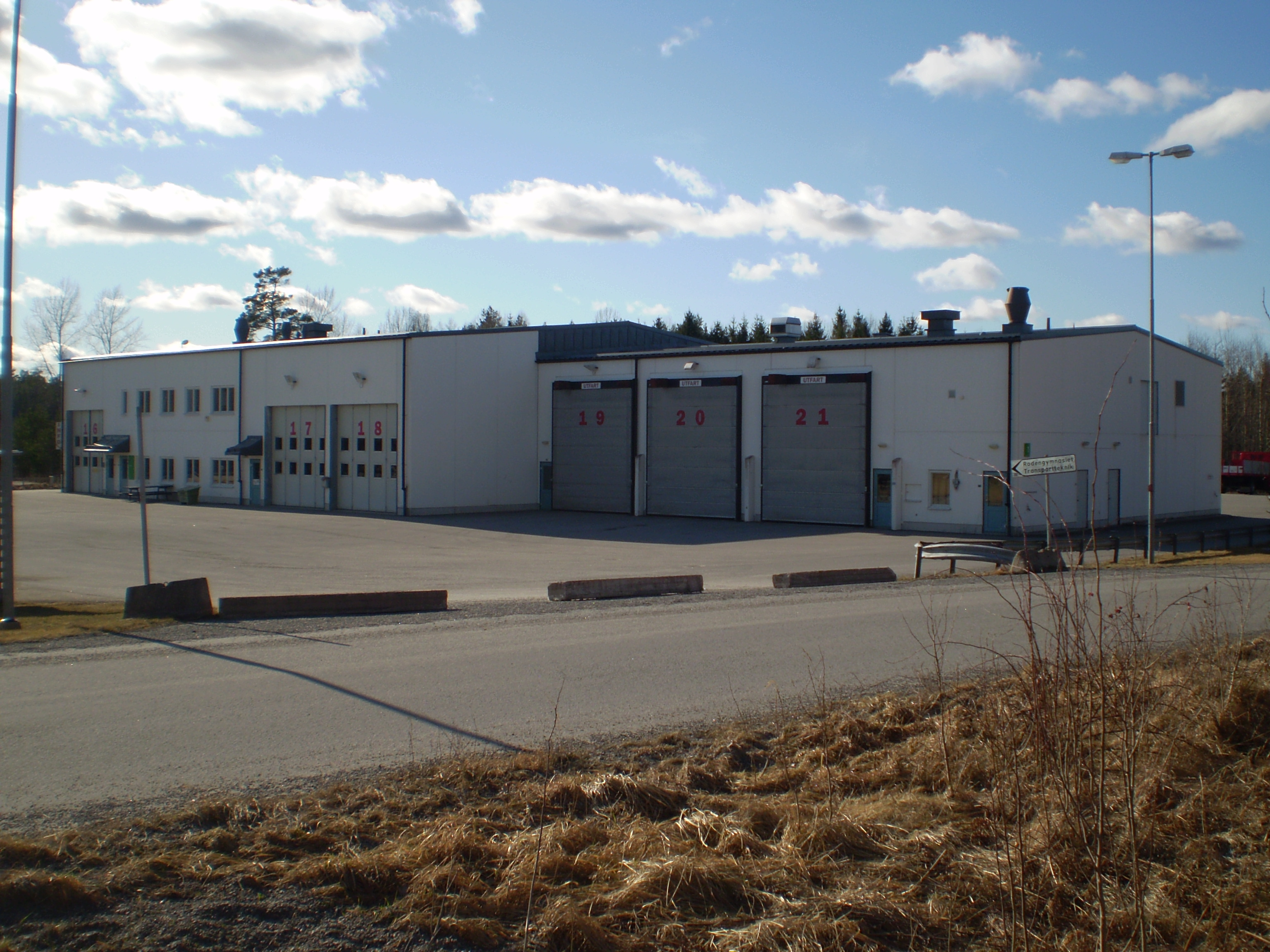
Verkstadslokaler
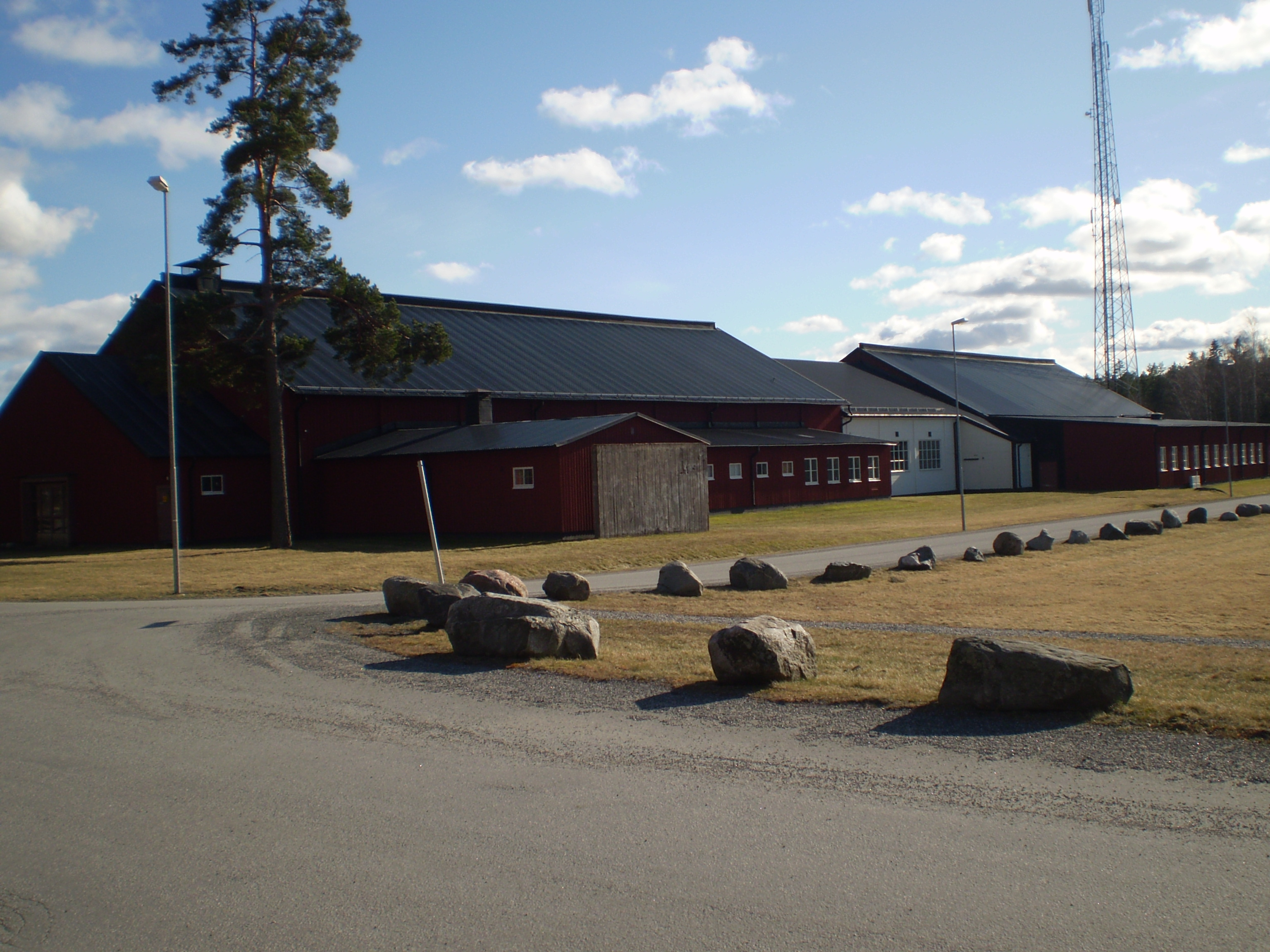
Utbildningslokaler